# ماریا سیمون
ماریا سیمون (انگلیسی: Maria Simon; ۶ اوت ۱۹۱۸ – ۸ مارس ۲۰۲۲) روان‌شناس و پژوهشگر مددکاری اجتماعی اتریشی بود. او که در خانواده‌ای یهودی در وین و در نزدیکی پایان جنگ جهانی اول متولد شد، تحصیلات خود را در اتریش و چکسلواکی گذراند اما پس از اشغال چکسلواکی در سال ۱۹۳۸ به لندن مهاجرت کرد. در بریتانیا، او در مهدکودک‌های همپستد، یک مرکز آزمایشی مراقبت از کودکان که توسط روان‌کاو آنا فروید اداره می‌شد، مشغول به کار شد. او با حقوق‌دان و فعال مقاومت جوزف سیمون ازدواج کرد.
پس از مدتی اقامت در دانمارک، سیمون در وین به تحصیل روان‌شناسی پرداخت و در ایالات متحده آمریکا به عنوان دانشگاهی فعالیت کرد. او در سال ۱۹۶۳ به اتریش بازگشت و در سال ۱۹۷۰ به عنوان مدیر آکادمی مددکاری اجتماعی شهر وین (Akademie für Sozialarbeit der Stadt Wien) منصوب شد. در دوران مدیریت او که تا سال ۱۹۸۳ ادامه داشت، این آکادمی آموزش مددکاری اجتماعی در اتریش را مطابق با استانداردهای حرفه‌ای معاصر اصلاح کرد. جامعه‌شناس باربارا لوئیس او را به دلیل ایجاد "راهی نو برای نسل‌های آینده [از دانشجویان زن]" (آلمانی: "für die nachfolgenden Generationen [von Studentinnen] … wegweisend") در حوزه خود مورد تحسین قرار داده است. سیمون تا ۱۰۳ سالگی زندگی کرد و در دوران بازنشستگی همچنان به فعالیت علمی ادامه داد.

## اوایل زندگی و تحصیلات
ماریا دوروتئا پولاتشک در ۶ اوت ۱۹۱۸ در خانواده‌ای یهودی در وین متولد شد، در همان روزی که نبرد دوم مارن به پایان رسید. پدرش رودولف، یک مهندس اهل پادشاهی بوهم از شهر منیخووو هرادیشتی بود و مادرش جولیانه، که از یک خانواده یهودی همگون‌سازی‌شده در وین آمده بود، نخستین زنی بود که در دانشگاه اقتصاد و کسب‌وکار وین، یک دانشگاه در زمینه کسب‌وکار و اقتصاد، تحصیل کرد.
سیمون دوران ابتدایی را در مدرسه‌ای در Börsegasse وین گذراند و سپس وارد یک گیمنازیوم ویژه دختران کارمندان دولت شد. او در دوران دانشجویی به جنبش جوانان هاشومر هاتزایر پیوست.
در سال ۱۹۳۴، در یک اردوی اسکی سازمان‌یافته توسط این جنبش، با جوزف سیمون آشنا شد. او عضو مقاومت اتریش علیه نازیسم بود و بعدها به ارتش ایالات متحده آمریکا پیوست و در آماده‌سازی پیاده‌سازی در نرماندی مشارکت داشت. پس از جنگ، وی به عنوان حقوق‌دان مشغول به کار شد.
سیمون بین سال‌های ۱۹۳۴ تا ۱۹۳۶ برای معلمی در دوره پیش‌دبستانی آموزش دید، اما در اتریش شغلی نیافت. به دلیل اصالت بوهمیایی پدرش، او تابعیت چکسلواکی را داشت و توانست به پراگ نقل مکان کند. در آنجا تحصیلات خود را در Masarykschule für Sozial- und Gesundheitsfürsorge، یک مؤسسه آموزشی مددکاری اجتماعی که توسط بنیاد راکفلر حمایت می‌شد، ادامه داد.
در سال ۱۹۳۹، پس از اشغال چکسلواکی، سیمون به بریتانیا مهاجرت کرد، جایی که تحت حمایت دولت در تبعید چکسلواکی قرار گرفت و در مشاغل مختلفی از جمله خدمتکاری و نظافت مشغول به کار شد. از سال ۱۹۴۰، او در مهدکودک‌های همپستد، یک مهد کودک زمان جنگ به سرپرستی روان‌کاوان دوروتی برلینگهام و آنا فروید، که او را در دوره آموزشی خود در اتریش ملاقات کرده بود، مشغول شد. سیمون بعدها تأثیر فروید را بر کار خود تصدیق کرد.

## فعالیت‌های دانشگاهی
بین سال‌های ۱۹۴۵ تا ۱۹۴۶، سیمون همراه با خانواده‌ای میزبان در دانمارک زندگی کرد، درحالی‌که همسرش در سفارت ایالات متحده آمریکا در کپنهاگ کار می‌کرد. نخستین فرزند آن‌ها در این دوران متولد شد.
در سال ۱۹۴۶، او به سیاتل مهاجرت کرد و در خدمات رفاهی خانواده یهودی مشغول به کار شد. او بعدها اظهار داشت که تجربه‌اش در روان‌کاوی، که در آن زمان حوزه‌ای پرطرفدار در روان‌شناسی بود، یکی از دلایل اصلی استخدامش بود.
با دریافت تابعیت آمریکایی، سیمون در سال ۱۹۴۷ به اتریش بازگشت، و در زمینه روش‌های آموزشی روان‌کاوان آگوست آیخورن و Alfred Winterstein پژوهش کرد.
او در دانشگاه وین به تحصیل در مقطع دکترا در روان‌شناسی پرداخت و در سال ۱۹۵۲ فارغ‌التحصیل شد. در وین، او به عنوان مشاور کارگری برای اتریش تحت اشغال متفقین فعالیت کرد.
با عدم یافتن موقعیت دانشگاهی در اتریش، او به ایالات متحده بازگشت و در دانشگاه‌های مختلف تدریس کرد. با این حال، در سال ۱۹۶۳ به اتریش بازگشت و به عنوان پژوهشگر در مؤسسه مطالعات پیشرفته وین مشغول شد.

### ریاست آکادمی مددکاری اجتماعی
در سال ۱۹۷۰، سایمون به عنوان مدیر آکادمی مددکاری اجتماعی وین (Akademie für Sozialarbeit der Stadt Wien) منصوب شد که در سال ۲۰۰۱ در دانشگاه علوم کاربردی پردیس وین ادغام شد. در زمان انتصاب او، آکادمی با کاهش تعداد متقاضیان مواجه بود که سایمون این موضوع را به روش‌های آموزشی "کهنه" و "کاملاً غیرسازمان‌یافته" (آلمانی: "veraltet … und völlig unorganisch") نسبت داد. در دوران مدیریت او، آکادمی آموزش مددکاری اجتماعی در اتریش را مطابق با استانداردهای حرفه‌ای معاصر اصلاح کرد. این اصلاحات شامل معرفی روش‌های جدید تدریس مانند پروژه‌ها و درس‌های میان‌رشته‌ای، تشکیل کمیته ارتباطی دانشجویان و کارکنان و سیاست پذیرش برابرتر بود. از سال ۱۹۷۱، سایمون رئیس ائتلاف مدیران مدارس مددکاری اجتماعی بود. این ائتلاف از وزارت آموزش‌وپرورش خواستار ارتقای جایگاه مؤسسات آموزشی خود و افزایش مدت دوره‌های مددکاری اجتماعی از دو به سه سال شد. در سال ۱۹۷۶، مدارس وضعیت آکادمی دریافت کردند و برنامه درسی آن‌ها به‌روز شد، اما وزارتخانه با افزایش مدت دوره‌ها موافقت نکرد.
سایمون تلاش کرد اتریش را در ساختارهای بین‌المللی مددکاری اجتماعی جای دهد و در تصمیم انجمن بین‌المللی مدارس مددکاری اجتماعی برای استقرار مقر خود در وین به مدت ده سال نقش داشت. او تا رسیدن به سن بازنشستگی اجباری در سال ۱۹۸۳، مدیریت آکادمی را بر عهده داشت. به گفته او در مصاحبه‌ای با وینر سایتونگ در سال ۲۰۱۳، احساس می‌کرد نباید در آن زمان کناره‌گیری می‌کرد و ترجیح می‌داد یک دهه دیگر در این سمت بماند.

## بازنشستگی و درگذشت
در دوران بازنشستگی، سایمون همچنان فعال بود و سازمان کمک به بستگان افراد مبتلا به بیماری‌های روانی، یک خیریه برای افراد دارای اختلال روانی و خانواده‌هایشان را بنیان گذاشت. او همچنین نماینده ارشد فدراسیون جهانی سلامت روان بود. تا سال ۲۰۱۸، در منطقه دوبلینگ وین زندگی می‌کرد و بیش از یک‌سوم عمر خود را در دوران بازنشستگی گذرانده بود. سایمون در ۸ مارس ۲۰۲۲، در سن ۱۰۳ سالگی در وین درگذشت.

## میراث
جامعه‌شناس باربارا لوییس، نقش سایمون را در توسعه مددکاری اجتماعی اتریش در دوران مدیریت او "بنیادین و ماندگار" (آلمانی: "fundamental und nachhaltig") توصیف می‌کند. در بررسی دستاوردهای او به‌عنوان مدرس، لوییس خاطرنشان می‌کند که سایمون توانست تجربه آکادمیک بین‌المللی خود را با روش‌های نوآورانه تدریس ترکیب کند. این ترکیب، به دانشجویان اتریشی در دورانی که روش‌های آموزشی عمدتاً محافظه‌کارانه بود، چشم‌اندازهای جدیدی ارائه داد. به گفته لوییس، سایمون "برای نسل‌های آینده [دانشجویان زن] مسیر تازه‌ای گشود" (آلمانی: "für die nachfolgenden Generationen [von Studentinnen] … wegweisend"). در اثری دربارهٔ پژوهشگر مددکاری اجتماعی اتریشی Ilse Arlt، جامعه‌شناسان پیتر پانتوسک و ماریا مایس، سایمون را "افسانه‌ای" (آلمانی: "Legende") در این حوزه توصیف می‌کنند و می‌نویسند که هم سایمون و هم آرتل، مددکاری اجتماعی و مطالعه آن را به‌عنوان "ادامه پروژه عصر روشنگری" (آلمانی: "Fortführung des Projekts der Aufklärung") می‌دیدند.